# Tinodes portolafia
Tinodes portolafia är en nattsländeart som beskrevs av Malicky 1976. Tinodes portolafia ingår i släktet Tinodes och familjen tunnelnattsländor. Inga underarter finns listade i Catalogue of Life.